# Língua päri
Päri é uma língua Luo, subgrupo das famílias nilóticas nilo-saarianas, falada no Sudão do Sul. É falada pelo povo Pari, que vive na região de Lafon, com cerca de 80 000 falantes.
É uma língua ativa (estável), apesar dos momentos de vulnerabilidade pelos quais passou. Dentre esses, pode-se destacar a Segunda Guerra Civil Sudanesa, na qual a organização do povo Pari foi afetada e membros da tribo foram mortos.
A história do povo Pari e, portanto, da língua päri, também foi marcada por invasões e ataques de outros povos, os dincas e nueres, e pela influência dos Anuak, cuja língua se assemelha muito à päri.

## Etimologia
A língua päri leva o nome de seu povo, que também se refere à língua por "dhi-Pari", que significa, literalmente, "(a) boca de Pari".
A língua päri também é chamada de Lokoro. O povo Pari é assim chamado na língua acholi. Acredita-se que esse nome deriva do nome da primeira vila encontrada na terra dos Pari, Koro.

## Distribuição
A língua päri é falada pelo povo Pari, contando cerca de 80000 falantes, no Condado de Lafon, no Sudão do Sul. É uma língua estável, não estando vulnerável ou sob risco de extinção. Dadas as proporções da comunidade, não existem dialetos distintos de päri.

Mapa de alguns povos Luo

Sua língua se assemelha à língua Anywaa (Anuak), do povo Luo Anuak, que vive no oeste da Etiópia e no Sudão do Sul, à  língua Jur (Luwo) (não confundir com a língua luo), falada pelo povo Luo de Bar-El-Gazal, e à língua Shilluk, do povo Shilluk, no estado do  Alto Nilo.
Um fato interessante é que a língua acholi, geograficamente mais próxima da língua päri, é linguisticamente mais distante, e as duas se enquadram em subgrupos diferentes de línguas Luo.
Eis uma representação das línguas citadas num cladograma de sua família linguística:
|  | Jur     |
|  |         |
|  | Shilluk |
|  |         |
|  | Anuak   |
|  |         |
|  | Päri    |
|  |         |
|  | Thuri   |
|  |         |
|  | Boor    |
|  |         |

|  | Acholi |
|  |        |
|  | outros |
|  |        |

|  | Jur     |
|  |         |
|  | Shilluk |
|  |         |
|  | Anuak   |
|  |         |
|  | Päri    |
|  |         |
|  | Thuri   |
|  |         |
|  | Boor    |
|  |         |

|  | Acholi |
|  |        |
|  | outros |
|  |        |

|  | Jur     |
|  |         |
|  | Shilluk |
|  |         |
|  | Anuak   |
|  |         |
|  | Päri    |
|  |         |
|  | Thuri   |
|  |         |
|  | Boor    |
|  |         |

|  | Acholi |
|  |        |
|  | outros |
|  |        |

|  | Jur     |
|  |         |
|  | Shilluk |
|  |         |
|  | Anuak   |
|  |         |
|  | Päri    |
|  |         |
|  | Thuri   |
|  |         |
|  | Boor    |
|  |         |

|  | Acholi |
|  |        |
|  | outros |
|  |        |

|  | Jur     |
|  |         |
|  | Shilluk |
|  |         |
|  | Anuak   |
|  |         |
|  | Päri    |
|  |         |
|  | Thuri   |
|  |         |
|  | Boor    |
|  |         |

|  | Acholi |
|  |        |
|  | outros |
|  |        |

|  | Jur     |
|  |         |
|  | Shilluk |
|  |         |
|  | Anuak   |
|  |         |
|  | Päri    |
|  |         |
|  | Thuri   |
|  |         |
|  | Boor    |
|  |         |

|  | Acholi |
|  |        |
|  | outros |
|  |        |

|  | Jur     |
|  |         |
|  | Shilluk |
|  |         |
|  | Anuak   |
|  |         |
|  | Päri    |
|  |         |
|  | Thuri   |
|  |         |
|  | Boor    |
|  |         |

|  | Acholi |
|  |        |
|  | outros |
|  |        |

|  | Jur     |
|  |         |
|  | Shilluk |
|  |         |
|  | Anuak   |
|  |         |
|  | Päri    |
|  |         |
|  | Thuri   |
|  |         |
|  | Boor    |
|  |         |

|  | Acholi |
|  |        |
|  | outros |
|  |        |

## História
Tradicionalmente, o povo Pari vivia do pastoreio de gado, cabras e ovelhas, além do plantio (com destaque para o cultivo de sorgo), da caça e pesca. A história, transmitida oralmente, diz que que todos os Luo viviam juntos no leste de Bar-El-Gazal, e os Pari migraram para onde hoje é o  Condado de Lafon. Até fevereiro de 1993, o povo Pari era divido em 6 grandes vilas: Wiatuo, Bura, Puchwa, Pugeri, Kor e Angulumere.
A Segunda Guerra Civil Sudanesa foi responsável por uma significativa mudança na vida do povo Pari. Todas as vilas foram queimadas, e as pessoas agora vivem em vários assentamentos ao longo do rio Hoss e do rio Hinyetti (possivelmente, os rios Koss e Kinyeti).
O contato histórico com os dincas e os nueres, que os invadiram e atacaram no passado, além da influência pelo povo Anyuak, que ocupa uma grande área ao norte dos Pari, foi, provavelmente, fator relevante no desenvolvimento da língua päri e explica as semelhanças entre as línguas desses povos.

## Fonologia

### Vogais
Päri apresenta 24 fonemas vocálicos, os quais formam um sistema completamente simétrico.
|               | Anterior | Quase anterior | Quase posterior | Posterior |
| Fechada       | i        |                |                 | u         |
| Quase fechada |          | ɪ              | ʊ               |           |
| Semifechada   | e        |                |                 | o         |
| Semi aberta   | ɛ        |                |                 | ʌ ɔ       |
| Aberta        | a        |                |                 |           |

Os ditongos possíveis em päri são ɪɛ, ie, ʊɔ e uo.

## Ortografia
Na obra de Simeoni (1978), é apresentado um alfabeto para a língua päri, variante do alfabeto latino.(?)
| a | ä | e | ë | o | e | o | ö | i | i | u | u |

| b | c | d | dh | g | k | l | m | n | ŋ | nh | ny | p | r | t | th |

A tabela grafema-fonema foi montada baseada nas descrições dos fonemas de Simeoni (1978) e fonemas apresentados nas obras de Andersen.
| Letra | AFI                        |
| ----- | -------------------------- |
| a     | /a/                        |
| ä     | /ä/                        |
| e     | /e/,/ɛ/                    |
| ë     | /ë/                        |
| o     | /o/,/ɔ/                    |
| e     |                            |
| o     |                            |
| ö     | /ö/                        |
| i     | /i/                        |
| i     | /ɪ/                        |
| u     | /u/                        |
| u     | /ʊ/                        |
| b     | /b/                        |
| c     | /c/                        |
| d     | /d/                        |
| dh    |                            |
| g     | /g/                        |
| k     | /k/                        |
| l     | /l/                        |
| m     | /m/                        |
| n     | /n/                        |
| ŋ     | /ŋ/                        |
| nh    |                            |
| ny    |                            |
| p     | /p/                        |
| r     | /r/ moderadamente enrolado |
| t     | /t/                        |
| th    |                            |

Nos trabalhos de Andersen apresentados na seção de bibliografia, é feito uso direto do AFI.
Segundo Gilley (2004), os Pari estão apenas no começo do processo de decisão de como escrever sua língua. "Algum trabalho tem sido feito (...), mas a comunidade ainda não chegou num consenso." 

## Gramática

### Pronomes
Durante esta seção, é utilizado o alfabeto de Simeoni (1978) na escrita em päri.

#### Pronomes pessoais
Existem duas formas diferentes de pronomes pessoais: quando são usados em sua forma completa ou quando se juntam a outras palavras, principalmente verbos, como prefixos ou sufixos.
|           |       | Pronome em português | Em päri (forma completa)    | Päri: sufixo ou prefixo |
| 1ª pessoa | sing. | Eu                   | ani                         | a                       |
| 2ª pessoa | sing. | Tu                   | ini                         | i                       |
| 3ª pessoa | sing. | Ele/ela              | yini                        | (i)yi                   |
| 1ª pessoa | pl.   | Nós                  | inclusivo: oni; excl.: wani | incl.: o; excl.: wa     |
| 2ª pessoa | pl.   | Vós                  | unu                         | u                       |
| 3ª pessoa | pl.   | Eles/elas            | gini                        | gi                      |

#### Pronomes possessivos
| Pronome em português | Em päri      | Plural        | Sufixo pronominal |
| -------------------- | ------------ | ------------- | ----------------- |
| meu                  | mara, gira   | mua, gia      | a                 |
| seu                  | mari, giri   | mii(mui), gii | i                 |
| dele/dela            | mare, gire   | mie, gie      | e                 |
| nosso(inclusivo)     | maro, giro   | muo, gio      | o                 |
| nosso(exclusivo)     | marwa, girwa | muwa, giwa    | wa                |
| seus                 | maru, giru   | muu, giu      | u                 |
| deles/delas          | margi, girgi | mugi, gigi    | gi                |

Exemplo:
- dhyaŋ significa "vaca" em päri. "Minha vaca" pode ser traduzido para dhyaŋa.[16]

#### Pronomes demonstrativos
| Pronome em português                       | Em päri | Plural |
| ------------------------------------------ | ------- | ------ |
| isto (perto do emissor)                    | man     | muu    |
| aquilo (longe de ambos emissor e receptor) | maja    | muga   |
| isso/isto (perto de ambos)                 | mandò   | mugò   |
| isso (perto do receptor)                   | mandó   | mugó   |

Exemplo:
- yol man ki maja significa "corte isto e aquilo".[16]

#### Pronomes indefinidos
moro (pl.: mogo) significa "(uma) certa pessoa". Dessa forma, se pode traduzir dhanho moro para "um certo homem".
Inclusive, dhanho pode servir de indefinido, significando, em certos contextos, "alguém" ou "qualquer pessoa". ŋatii também pode assumir tal sentido.

## Vocabulário

### Expressões do dia a dia e algumas palavras
Em Simeoni (1978), usando o alfabeto da língua päri descrito em seu trabalho, é apresentado um vocabulário considerável de palavras em päri. São algumas delas:
| Palavra em português            | Palavra em päri |
| ------------------------------- | --------------- |
| Mundo=Terra                     | piny            |
| Despertar                       | iici            |
| Quem?                           | aŋa?            |
| O que?                          | (a)ŋo?          |
| Quando                          | (a)wäne         |
| De quem?                        | mar ŋa?         |
| Por quê?                        | pir-ŋo?         |
| Sabedoria; esperto; inteligente | ryek            |
| Árvore; madeira                 | yat             |
| Mês                             | dwäy            |
| Ano                             | waŋ             |
| Hoje                            | tin             |
| Ontem                           | awäre           |
| Amanhã                          | lio             |
| Tribo                           | tuŋ             |
| Sol                             | cäŋ             |
| Nascer do Sol                   | tunynyi cäŋ     |
| Pôr do Sol                      | urayyi cäŋ      |
| Chuva                           | koth            |
| Leopardo                        | kwac            |
| Pombo                           | amam            |
| Leão                            | ŋu(u)           |
| Gato                            | bura            |
| Cobra                           | thwol           |
| Homem                           | dhanho          |
| Menino                          | pondo           |
| Vida                            | kwou            |
| Morte                           | thoo            |
| Língua/linguagem                | dhok            |
| Pequeno                         | thinh           |

### Diálogos
Usando o alfabeto de Simeoni:
- Ao encontrar alguém

Madhi-no, nyere! (fem.: ponne) significa "Eu te saúdo, amigo!"
plural: madhu-no ya! (fem.: potte).
- Ao entrar na casa de alguém

Ani in! Dunya? significa "Cá estou! Posso entrar?"
O dono da casa é o primeiro a cumprimentar o convidado, que se senta e não fala até que alguém fale com ele. De forma geral, cumprimentos são feitos por perguntas:
in ario (yamuber)? significa "Como você está?"
Ii, an ario significa "Estou bem".
rii yoti significa "Como você está?" Literalmente, se pode traduzir para "seu corpo está saudável?" Se pode responder raa yot, a na-pwoco - "estou bem, obrigado".
- Cumprimentos de despedida

acio noo! Aca pajo significa "Estou indo! Vou para casa"
oi kendo! (pl.: owu kendo!) significa "volte(m) novamente!"
Jwok i nu-konye! significa "Que Deus te ajude!" (literalmente, significa "Deus vai te ajudar").

### Numeração
Päri apresenta um sistema decimal, com subestrutura de base 5, da seguinte forma:
| 1  | ácɛ̀lɔ́            | 21   | píér árìyɔ̀ kà ácɛ̀lɔ́    |
| 2  | árìyɔ́            | 22   | píér árìyɔ̀ kà árìyɔ́    |
| 3  | ádòɡó            | 23   | píér árìyɔ̀ kà ádòɡó    |
| 4  | áŋwɛ̀nɔ́           | 24   | píér árìyɔ̀ kà áŋwɛ̀nɔ́   |
| 5  | ábìd͡ʒɔ́           | 25   | píér árìyɔ̀ kà ábìd͡ʒɔ́   |
| 6  | àbícɛ̀lɔ́          | 26   | píér árìyɔ̀ kà àbícɛ̀lɔ́  |
| 7  | àbírìyɔ́          | 27   | píér árìyɔ̀ kà àbírìyɔ́  |
| 8  | ábʌ̄rà            | 28   | píér árìyɔ̀ kà ábʌ̄rà    |
| 9  | ábúŋwɛ̀nɔ́         | 29   | píér árìyɔ̀ kà ábúŋwɛ̀nɔ́ |
| 10 | ápàr             | 30   | píér ádòɡó             |
| 11 | ápàr kà ácɛ̀lɔ́    | 40   | píér áŋwɛ̀nɔ́            |
| 12 | ápàr kà árìyɔ́    | 50   | píér ábìd͡ʒɔ́            |
| 13 | ápàr kà ádòɡó    | 60   | píér àbícɛ̀lɔ́           |
| 14 | ápàr kà áŋwɛ̀nɔ́   | 70   | píér àbírìyɔ́           |
| 15 | ápàr kà ábìd͡ʒɔ́   | 80   | píér ábʌ̄rà             |
| 16 | ápàr kà àbícɛ̀lɔ́  | 90   | píér ábúŋwɛ̀nɔ́          |
| 17 | ápàr kà àbírìyɔ́  | 100  | míá ácɛ̀lɔ́              |
| 18 | ápàr kà ábʌ̄rà    | 200  | míá árìyɔ́              |
| 19 | ápàr kà ábúŋwɛ̀nɔ́ | 1000 | álìp ácɛ̀lɔ́             |
| 20 | píér árìyɔ̀       | 2000 | álìp árìyɔ́             |

As palavras para 100 e 1000 da língua päri (respectivamente, "míá" e "álìp") derivam do árabe. De fato, várias palavras em päri são de origem árabe.